# Tetsuo Nishimoto
Tetsuo Nishimoto (japonès: 西本哲雄)  (Hiroshima, 16 de desembre de 1950) és un ex-jugador de voleibol japonès que va competir durant la dècada de 1970.
El 1972 va prendre part en els Jocs Olímpics de Múnic, on guanyà la medalla d'or en la competició de voleibol. Quatre anys més tard, als Jocs de Mont-real, fou quart en la mateixa competició. En el seu palmarès també destaquen una medalla d'or i una de plata als Jocs Asiàtics, el 1974 i 1978, respectivament.